# Weidach (Blaustein)

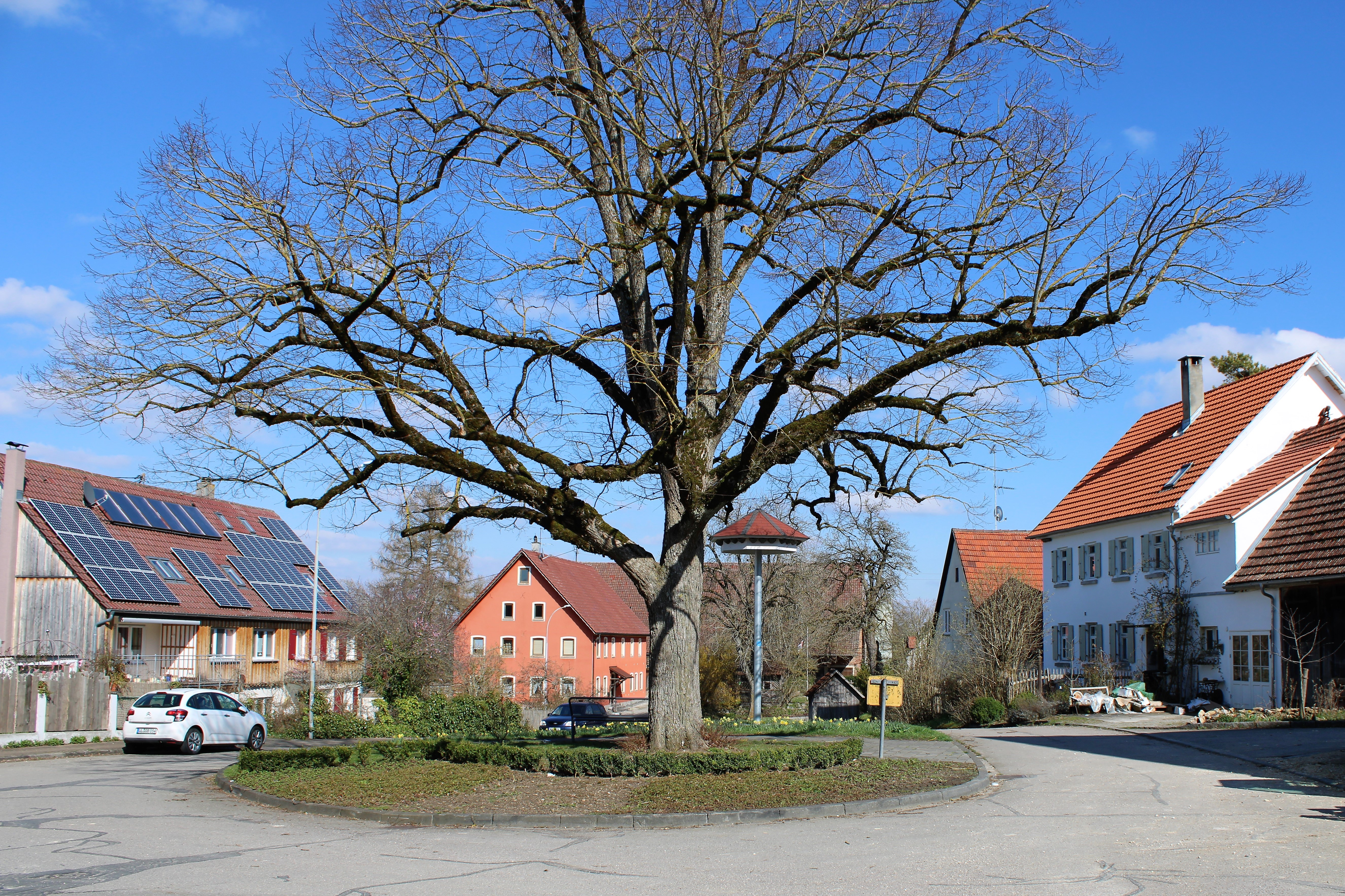
Ortsansicht von Weidach

Weidach ist ein Stadtteil von Blaustein im Alb-Donau-Kreis in Baden-Württemberg. Im Zuge der Gemeindereform wurde Herrlingen mit Weidach am 1. Januar 1975 in die erst 1968 gegründete Gemeinde Blaustein eingemeindet.
Das Dorf liegt auf dem Hochflächensporn zwischen dem Lauter- und Kiesental.

## Geschichte
Weidach wird erstmals 1225 überliefert. Das Kloster Elchingen hatte 1225 hier Besitz, den es 1568 an die von Bernhausen verkaufte. Weitere Grundherren waren das Kloster Söflingen, der Deutsche Orden in Ulm und die Ulmer Familie Schleicher (1589). Der Orden hatte die Niedere Gerichtsbarkeit auch über die Untertanen der anderen Herrschaften. Im 18. Jahrhundert stand die hohe und forstliche Obrigkeit der Reichsstadt Ulm zu. Die Grundherrschaft war geteilt. 
Die Landeshoheit ging 1803 an Bayern und durch den Grenzvertrag zwischen Bayern und Württemberg 1810 an das Königreich Württemberg, wo es dem Oberamt Blaubeuren unterstellt wurde. Mit Herrlingen, zu dessen Gemarkung Weidach gehörte, erfolgte 1938 der Übergang zum Landkreis Ulm. Am 1. Januar 1975 wurde Weidach in die Gemeinde Blaustein eingegliedert.

## Sehenswürdigkeiten
- Die katholische Kapelle St. Wendelin wurde zwischen 1776 und 1782 erbaut. Da es zum Weidacher Kapellenstreit kam, verzögerte sich die Fertigstellung der Kapelle um mehrere Jahre.[3]
- Der Bau der katholischen Kirche St. Nikolaus erfolgte zwischen 1966 und 1967.

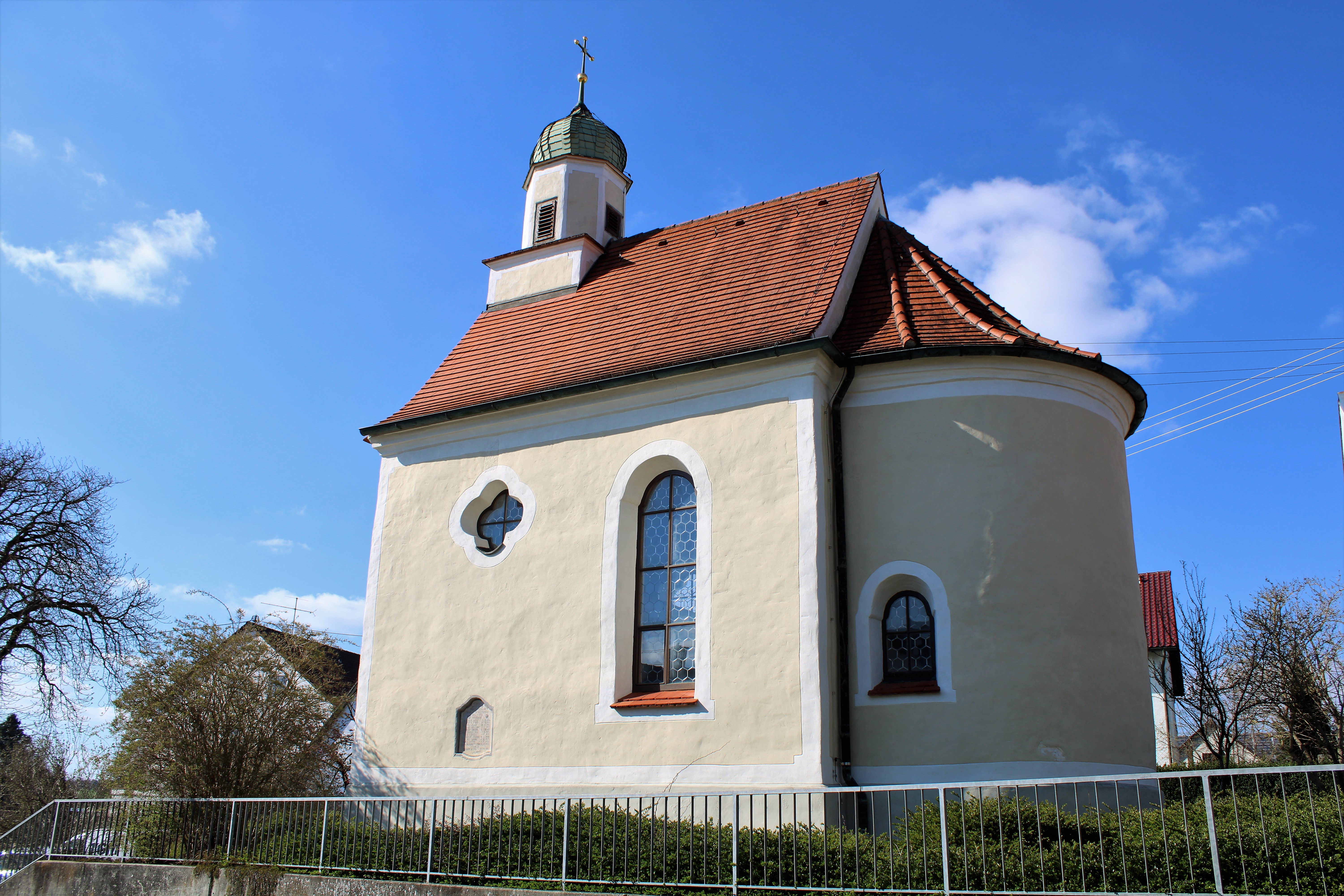
Katholische Kapelle St. Wendelin
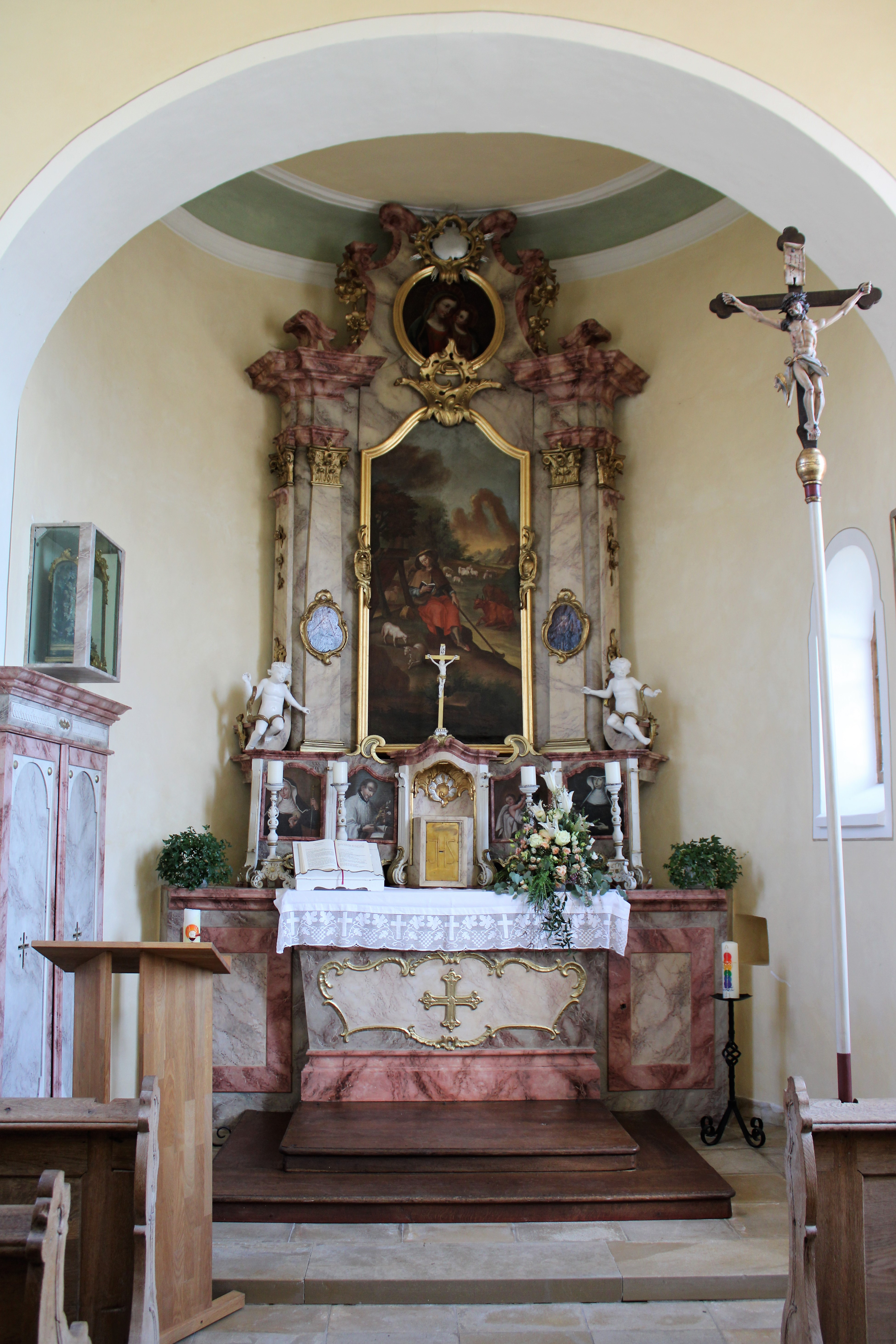
Altar in der Kapelle
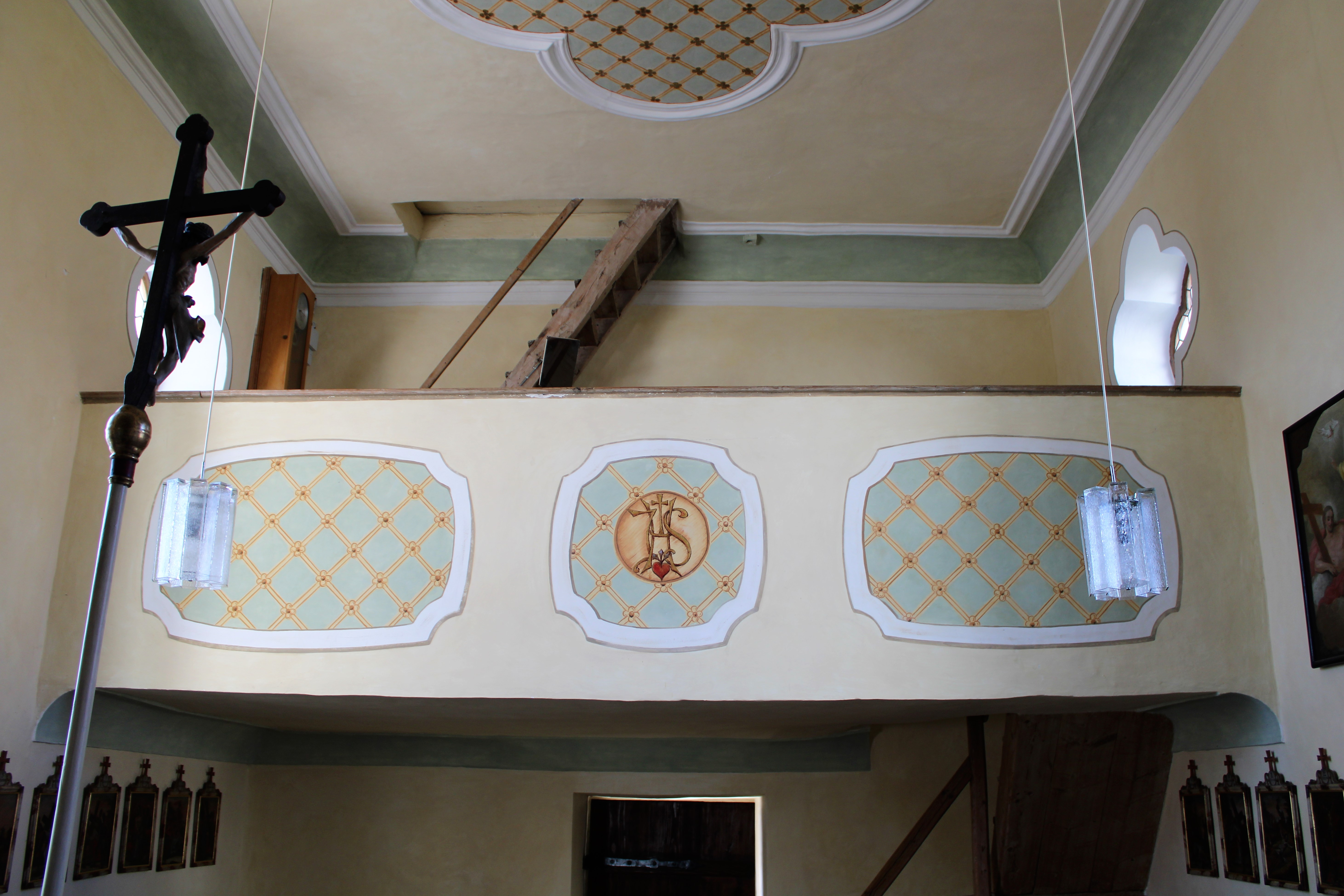
Empore der Kapelle
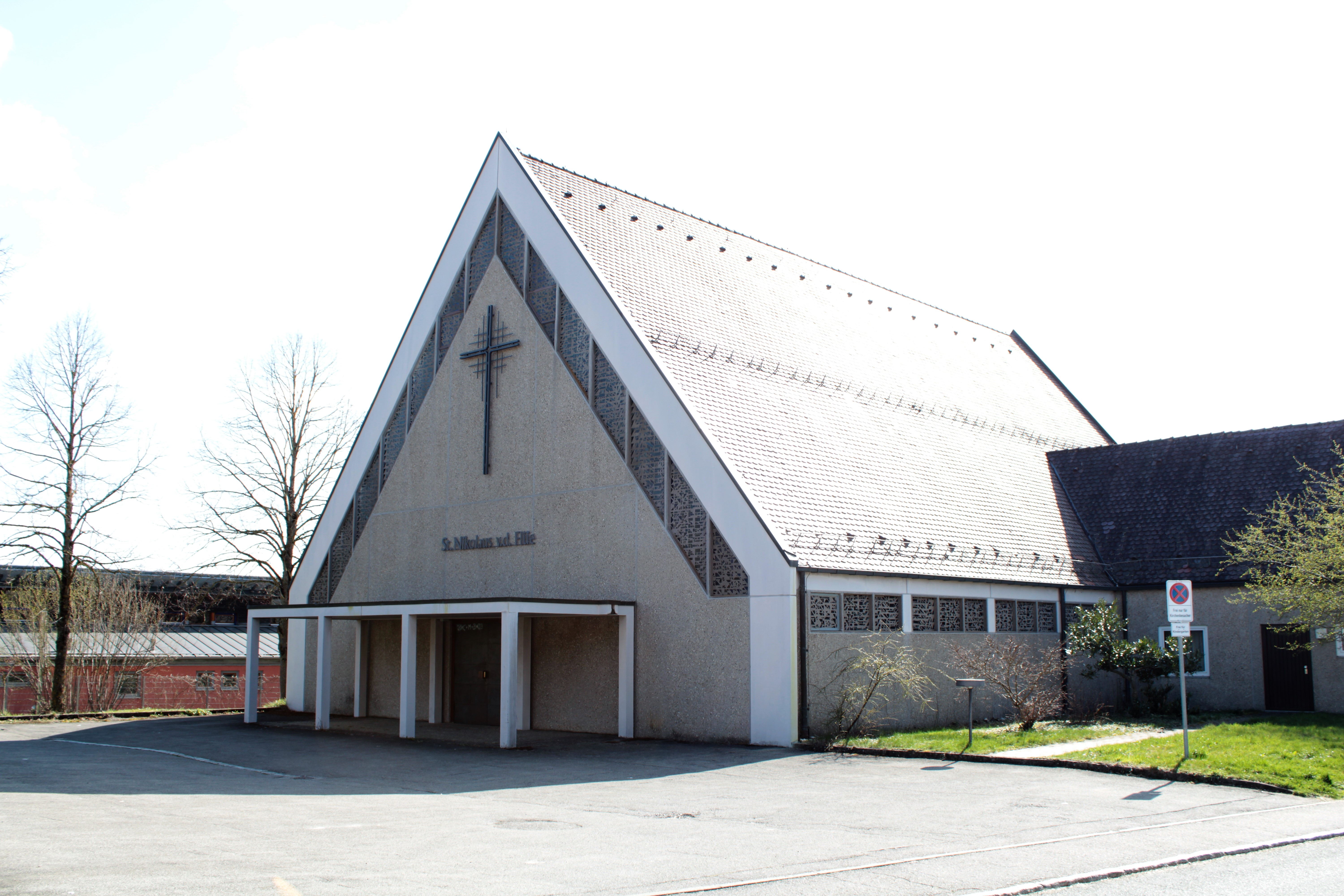
Katholische Kirche St. Nikolaus
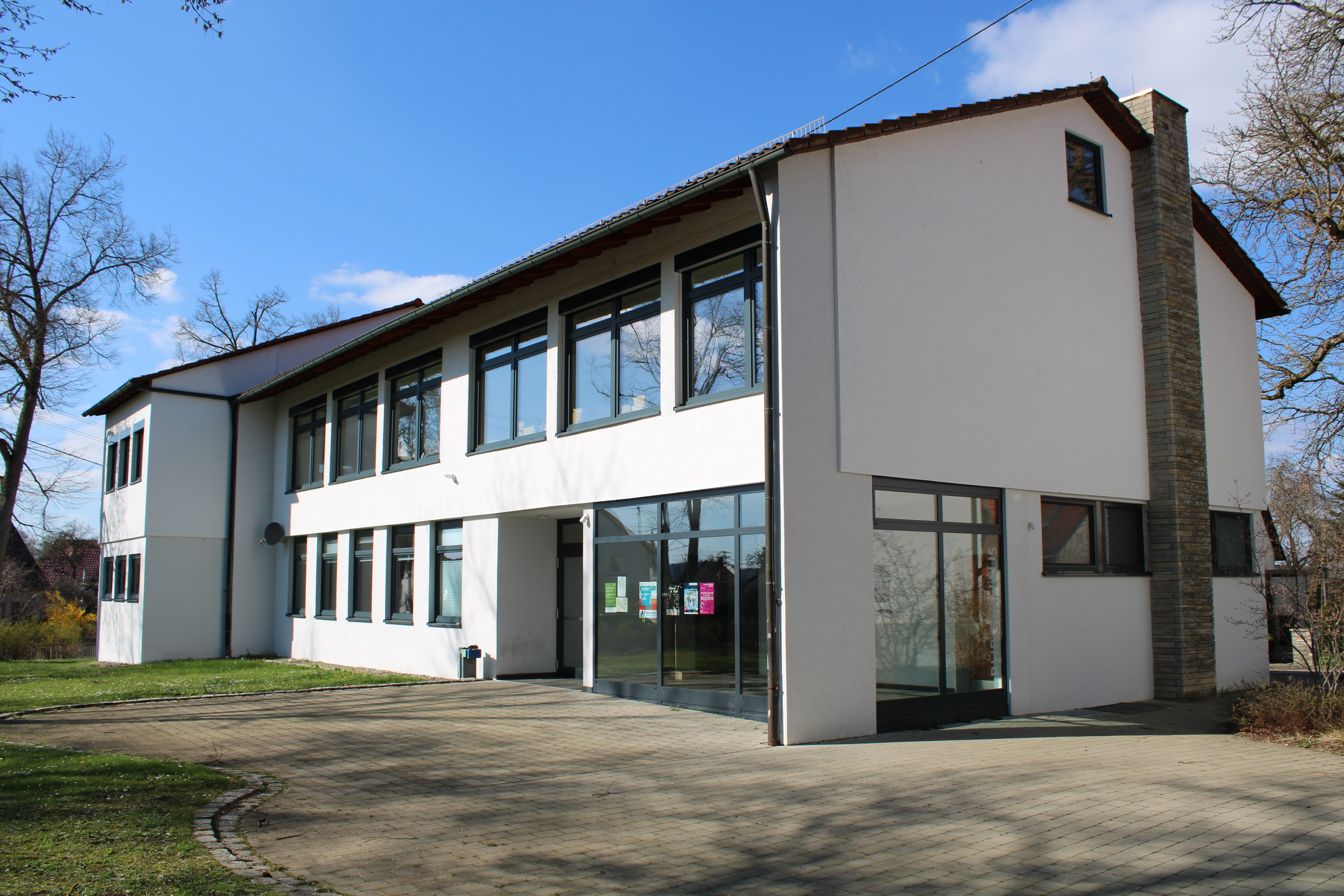
Bürgerhaus
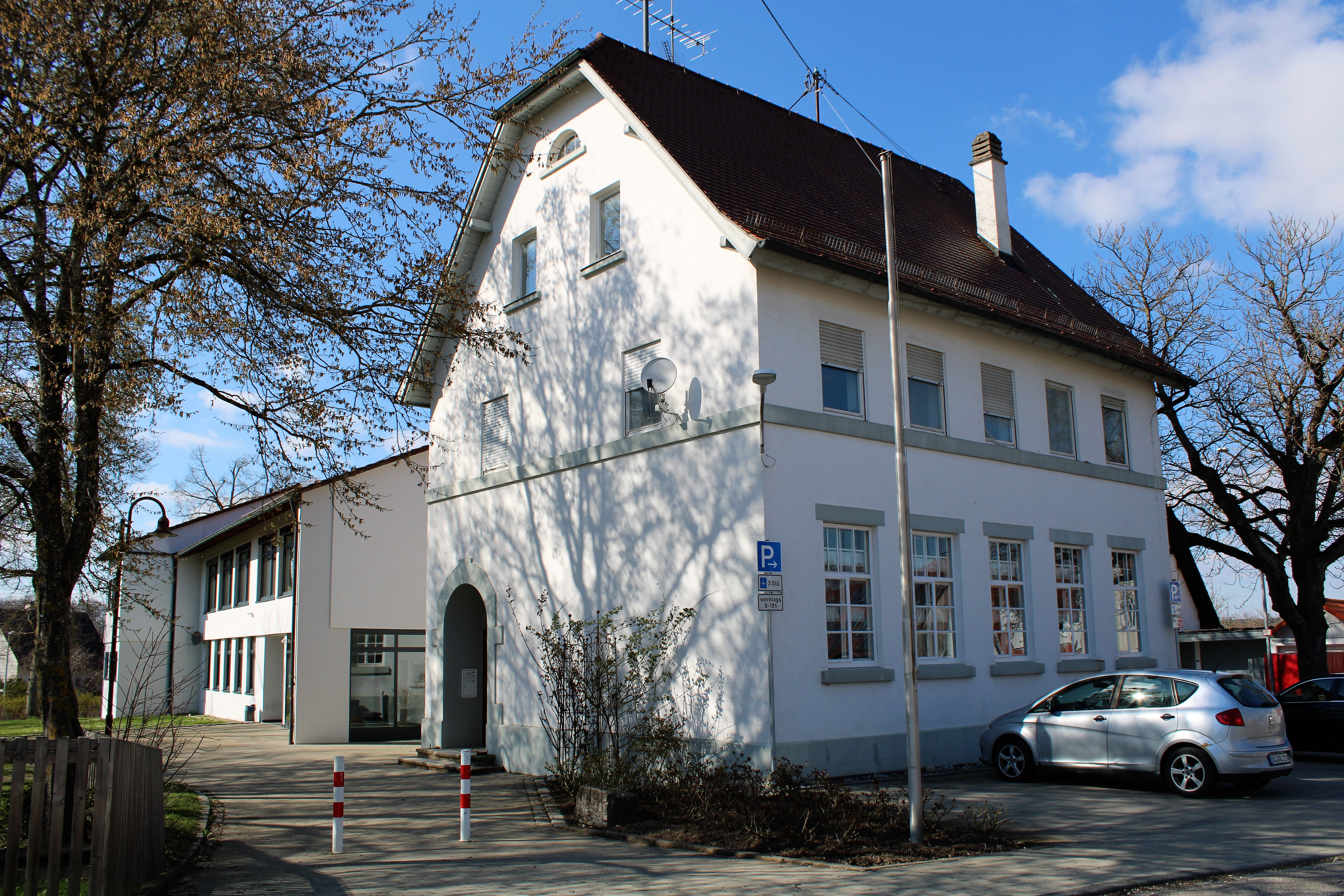
Alte Schule von Weidach

## Bildung

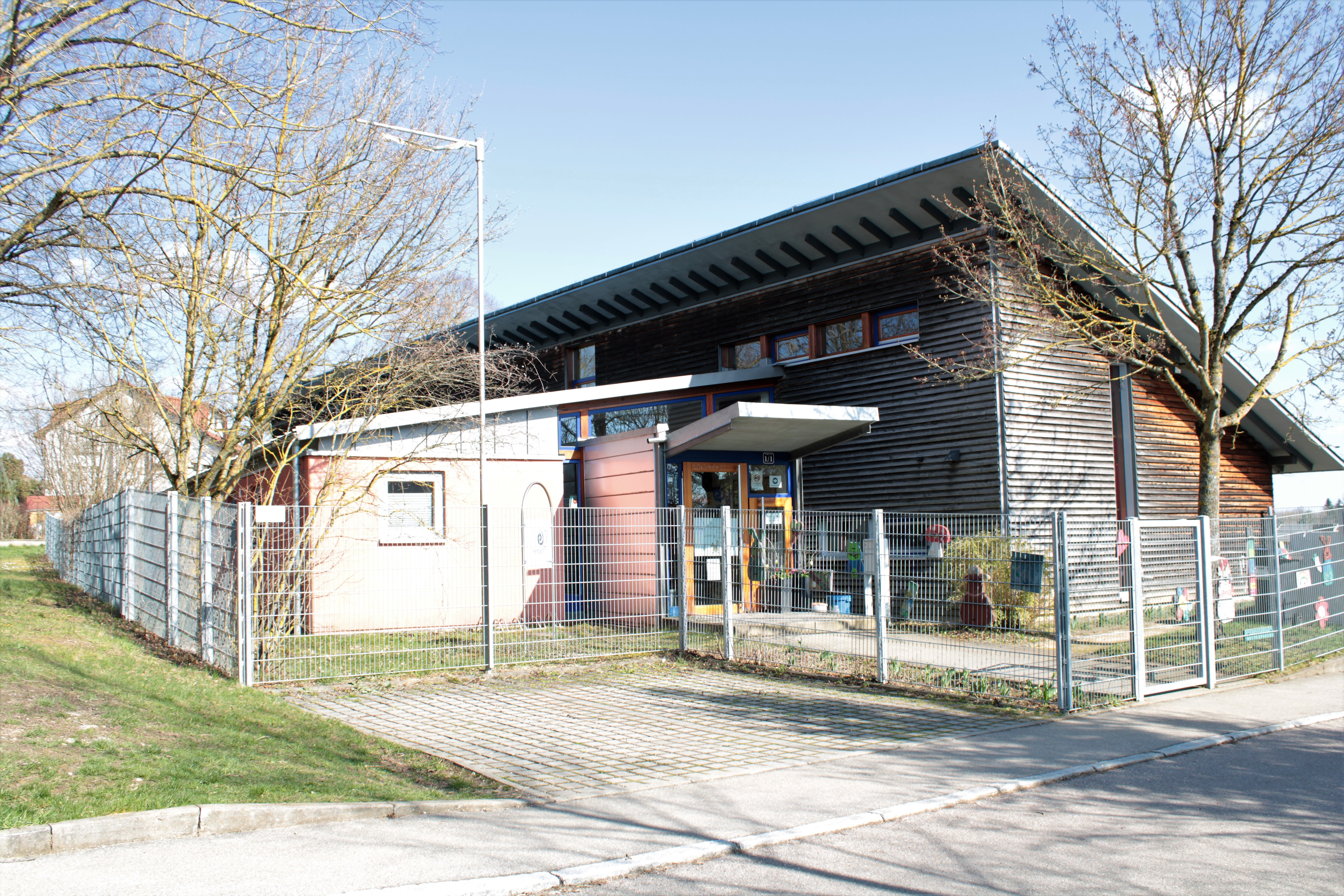
Kindergarten Wirbelwind

- Der Kindergarten Wirbelwind betreut bis zu 47 Kinder im Alter von 2 Jahren bis zum Schuleintritt.

## Sport- und Kulturvereine
- Bürgerverein Weidach e.V.
- Jugendraum Weidach e.V.
- Landfrauenverein Weidach
- Landwirtschaftlicher Ortsverein Weidach
- Sängerbund Weidach
- Wanderverein Weidacher Hütte